# 提圖芭

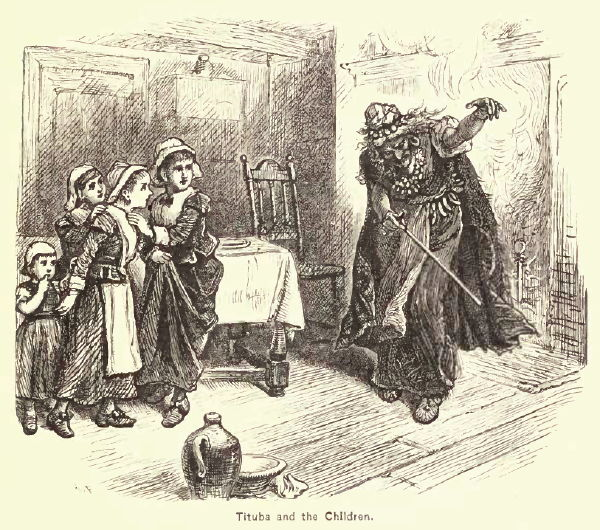
由19世紀的藝術家阿爾弗雷德·弗萊德里克斯（Alfred Fredericks）所描繪的提圖芭

提圖芭（英語：Tituba）是17世紀一名美洲原住民血統的女奴隸，其主人為住在美國麻薩諸塞州丹弗斯的塞繆爾·帕里斯。雖然提圖芭的出身是有爭議的，不過根據研究，她是一位拉丁美洲原住民，和塞繆爾·帕里斯一同從巴貝多渡海航行到新英格蘭。關於提圖芭被奴役之前的生活所知甚少。
1692年時，提圖芭是塞勒姆審巫案中第一位被指控使用巫術者。當時她承認自己使用巫術，並聲稱薩娜·古德和薩娜·奧斯本也參與其中。之後她被判監禁，一年後才被釋放。提圖芭此後的人生並未被歷史記載，可以說人們對她出獄後的生活一無所知。

## 生平

### 早年
有種說法是，提圖芭是非裔美國人，但這種看法不被部分歷史學家認同。她有可能是在現今的委內瑞拉地區出生，是一位阿拉瓦克人，也可能在巴貝多出生，是一位加勒比人，但無論如何，她都是島上俘虜的後裔。提圖芭的丈夫是約翰·印第安，一名美洲原住民，可能來自中美洲。在她獲得釋放後，約翰·印第安仍然是塞勒姆審巫案的原告之一。塞繆爾·帕里斯似乎將提圖芭與其丈夫一同登記在教堂紀錄簿中。
案件開始前，提圖芭和塞繆爾·帕里斯、貝蒂·帕里斯、艾比蓋兒·威廉斯及約翰·印第安在同一個屋簷下生活。

### 塞勒姆審巫案
提圖芭是整起塞勒姆審巫案的第一個被告，被貝蒂·帕里斯和艾比蓋兒·威廉斯所指控。在事件爆發之前，提圖芭被認為在廚房中告訴了女孩們有關巫毒和巫術的故事。她因此被要求製作「女巫蛋糕」以檢驗自身清白，女巫蛋糕是一種混合了受害女孩尿液與黑麥的蛋糕，當時的人們認為若將這個蛋糕給一隻狗吃，狗身上出現與受害女孩相同的症狀的話，那就可以肯定提圖芭有對受害女孩施展巫術。
最初，提圖芭否認自己曾涉及巫術，然而在塞繆爾·帕里斯為了逼她認罪而對其進行的毆打後，她承認她製作了女巫蛋糕，並表示她之所以製作這個蛋糕給貝蒂·帕里斯是想要幫助她。事後被問及巫術時，她補充道，她在巴貝多時向當地的女主人學習了神秘的技巧，這種技巧可以保護人遠離邪惡力量。她又重申，既然這樣的力量不是為了傷害人，而是為了保護人而存在，那她自然不會是一名女巫。儘管她承認了這些罪行，但沒有證據顯示她真的有做出這些行為。在羅伯特·卡里夫的《未知世界的更多困惑》（More Wonders of the Invisible World）中，提圖芭在受訪時表示她在受審中供稱的證詞受到其主人塞繆爾·帕里斯的指示。
隨著審巫案進入尾聲，提圖芭仍被關在獄中，因為她的主人塞繆爾·帕里斯不願為她支付費用。1693年四月，提圖芭被賣給了一位不知名的人士，她也藉此從獄中脫身。
除了提圖芭以外，在塞勒姆審巫案中被指控為女巫的奴隸還有坎蒂與瑪麗·布萊克等人。

## 大眾文化中的提圖芭

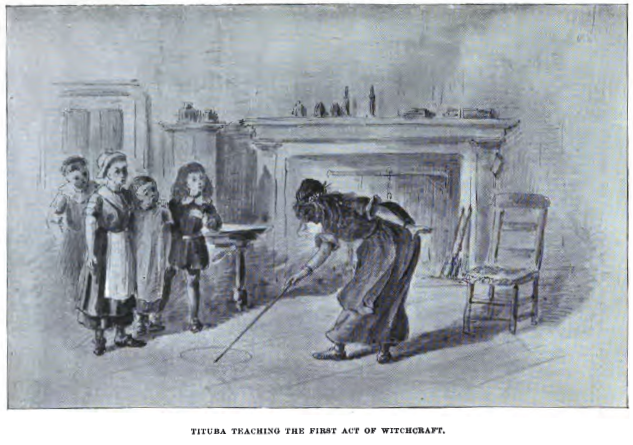
提圖芭正在教導女孩們巫術。此圖出自1892年亨麗埃塔·D·金博爾和傑歐·A·金博爾所寫的《Witchcraft Illustrated》，作畫者不明

- 《激情年代》（1953年），美國劇作家亞瑟·米勒劇作。在本劇中，提圖芭作為煽動巫術者的形象被加強。
- 《塞勒姆村的提圖芭（英语：Tituba of Salem Village）》（1964年），美國小說家安·佩特里（英语：Ann Petry）著作，為書中主角。此書將提圖芭描寫為一位來自西印度群島的黑人女性，她曾向村裡的女孩講述在巴貝多時的生活。
- 《我，提圖芭，塞勒姆的黑魔女（英语：I, Tituba: Black Witch of Salem）》，瑪麗斯·孔戴1986年所寫的法文作品，之後於1991年出版英文版。孔戴自由地想像出提圖芭的童年和老年生活，並讓提圖芭講述整個故事。
- 《Time of the Witches》（2009年），美國作家安娜·邁耶斯（Anna Meyers）著作，主角是生活在塞勒姆審巫案時代的虛構人物，包括提圖芭在內的許多歷史人物皆有登場。
- 《美國恐怖故事：女巫集會》（2013年），美國電視劇。劇中的非裔女巫奎妮自稱是提圖芭的後裔。
- 《塞勒姆（英语：Salem (TV series)）》（2014年），亞當·西門和布藍儂·布拉加推出的美國影集，提圖芭在劇中為主要角色之一，由白人女演員艾希莉·瑪德薇飾演。
- 《Happy 4 U》（2020年），瑞典吉他手傑斯·蘭巴里（英语：Jayce Landberg）創作單曲。

## 外部連結
- Salem witchcraft video
- Information on Barbados （页面存档备份，存于）